# Incizura jugulară a osului occipital
Incizura sau scobitura jugulară a osului occipital (Incisura jugularis ossis occipitalis), este o scobitură largă, aflată anterior de procesul jugular pe fața exocraniană (inferioară) a porțiunii laterale a osului occipital, care împreună cu o incizura omoloagă - incizura jugulară a osului temporal (Incisura jugularis ossis temporalis) - de pe marginea posterioară a stâncii temporalului formează gaura jugulară (Foramen jugulare). Peretele posterior și medial al găurii jugulare este format de incizura jugulară a osului occipital, iar peretele anterior și lateral este format de incizura jugulară a osului temporal. De la mijlocul acestei incizuri proeminează lateral procesul intrajugular (Processus intrajugularis ossis occipitalis).